# چارلز کلیتون دنی
چارلز کلیتون دنی (انگلیسی: Charles Clayton Dennie؛ ‏ ۲۰ اکتبر ۱۸۸۳ – ۱۳ ژانویهٔ ۱۹۷۱) متخصص پوست و مو اهل ایالات متحده آمریکا بود که نامش بر روی سندرم دنی–مارفان و چین دنی–مورگان مانده است. وی دانش‌آموختۀ دانشگاه بیکر و دانشگاه کانزاس بود.